# Amegilla pulverea
Amegilla pulverea là một loài Hymenoptera trong họ Apidae. Loài này được Walker mô tả khoa học năm 1871.